# Sebastian Roché

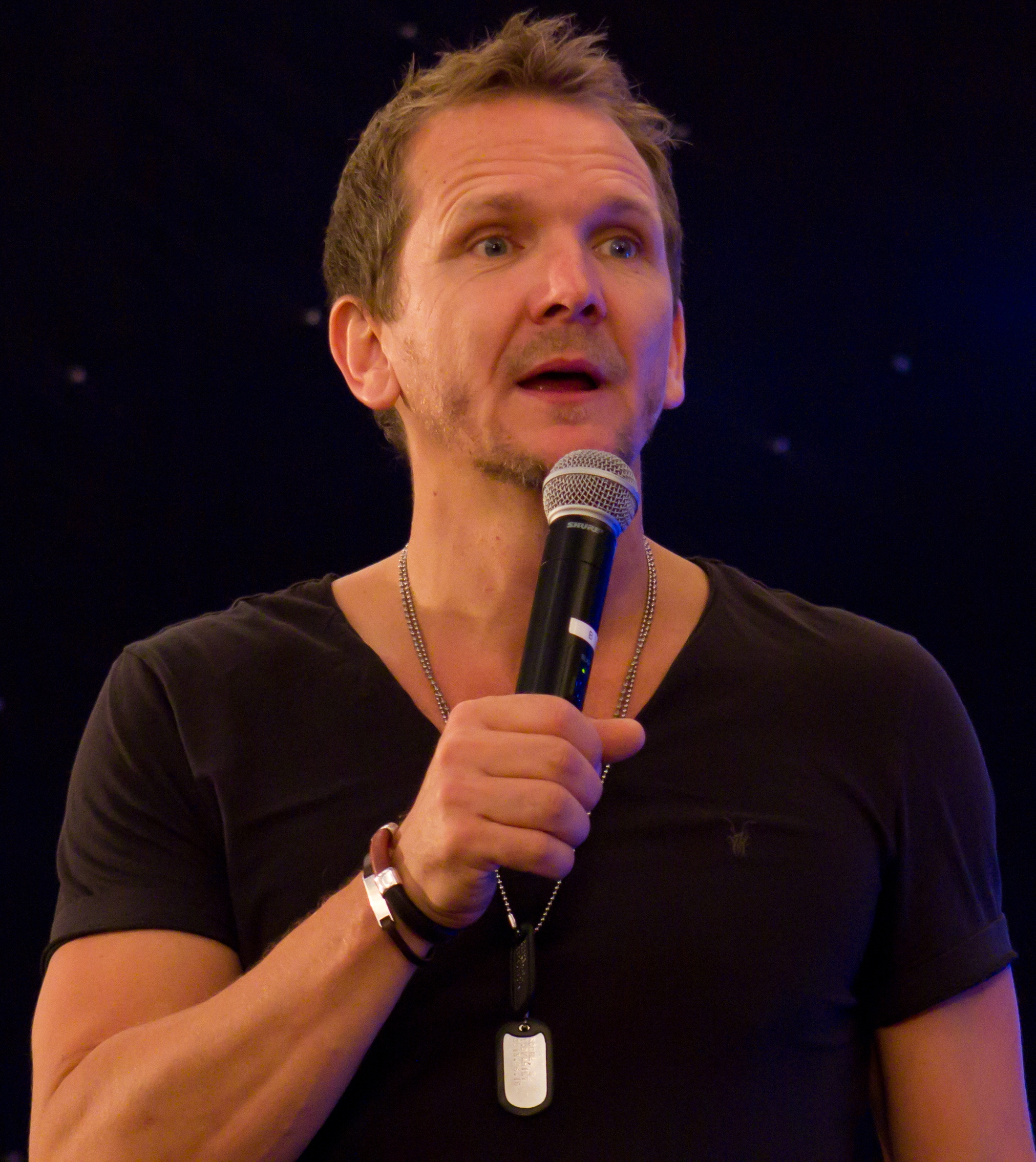
Sebastian Roché (2013)

Sebastian Roché (* 4. August 1964 in Paris) ist ein französischer Schauspieler.

## Leben
Sebastian Roché ist französischer und schottischer Herkunft und spricht vier Sprachen: Italienisch, Spanisch, Englisch und Französisch. Seine Kindheit verbrachte er in Paris, danach lebte seine Familie sechs Jahre auf einem Segelboot und segelte von Frankreich ins Mittelmeer, nach Afrika, Südamerika und in die Karibik. 1992 zog er in die USA und lebt in Los Angeles und New York. Von 1997 bis 2005 war Sebastian Roché mit Vera Farmiga verheiratet.
Roché graduierte 1989 am Conservatoire national supérieur d’art dramatique in Paris und spielte nach seinem Abschluss bei französischen Theaterhäusern an der Seite von Michel Serrault, Isabelle Huppert und Béatrice Dalle sowie mit Al Pacino in Salome. Weitere Theaterstücke, in denen Roché mitwirkte, waren Titus Andronicus, The Green Bird, Hamlet, Arms and the Man (Helden), Macbeth, Mirandolina und Trainspotting.
Seine erste Rolle in einer Fernsehproduktion war im Fernsehfilm The Murders in the Rue Morgue (1986). Rochés Debüt in einer Hollywood-Produktion war eine Nebenrolle in Michael Manns Der letzte Mohikaner (1992). Bislang war Sebastian Roché in rund 60 Filmen und Fernsehproduktionen zu sehen. Zu seinen bekannteren Filmen zählen Merlin (1998) und Hunley – Tauchfahrt in den Tod (1999) mit Armand Assante und Donald Sutherland sowie die Fernsehserien Conor, der Kelte mit Heath Ledger, Big Apple (2001) und Odyssey 5 (2002–2003), zu deren Stammbesetzung er gehörte. Von 2007 bis 2010 verkörpert Roché den Charakter Jerry Jacks in General Hospital. 2009 spielte er neben Demi Moore in Happy Tears.
Sebastian Roché ist seit 2014 mit der koreanisch-australische Schauspielerin Alicia Hannah-Kim verheiratet.

## Filmografie (Auswahl)

### Filme
- 1986: The Murders in the Rue Morgue (Fernsehfilm)
- 1997: Projekt: Peacemaker (The Peacemaker)
- 1998: Merlin
- 1998: Naked City – Justice with a Bullet (Naked City: Justice with a Bullet)
- 1999: Hunley – Tauchfahrt in den Tod (The Hunley)
- 2000: The Crossing – Die entscheidende Schlacht (The Crossing)
- 2001: 15 Minuten Ruhm (15 Minutes)
- 2004: Earthsea – Die Saga von Erdsee (Legend of Earthsea)
- 2007: Die Legende von Beowulf (Beowulf)
- 2009: Happy Tears
- 2012: Safe House
- 2013: Wer – Das Biest in dir (Wer)
- 2014: Phantom Halo
- 2014: Ruhet in Frieden – A Walk Among the Tombstones (A Walk Among the Tombstones)
- 2017: We Love You, Sally Carmichael!
- 2017: Negative
- 2019: 6 Underground
- 2021: Burning at Both Ends
- 2021: Tides
- 2022: Heatwave
- 2022: Sleep No More

### Fernsehserien
- 1989, 1991: Der Hitchhiker (The Hitchhiker, Folgen 5x11, 6x18)
- 1990: Auf eigene Faust (Counterstrike/Force de frappe, Folge 1x13)
- 1992: Der letzte Mohikaner (The Last of the Mohicans)
- 1993, 1999: Law & Order (Folgen 4x03, 10x07)
- 1996: New York Undercover (Folge 3x07)
- 1997–2001: Conor, der Kelte (Roar, 11 Folgen)
- 1998: Sex and the City (Folge 1x09)
- 2001: Big Apple (4 Folgen)
- 2002–2003: Odyssey 5 (19 Folgen)
- 2005: CSI: Vegas (CSI: Crime Scene Investigation, Folge 5x11)
- 2005: Charmed – Zauberhafte Hexen (Charmed, Folge 7x14)
- 2005: Alias – Die Agentin (Alias, Folge 4x08)
- 2006: The Unit – Eine Frage der Ehre (The Unit, Folge 1x13)
- 2007–2010: General Hospital (315 Folgen)
- 2009: The Mentalist (Folge 1x13)
- 2009: 24 (Folgen 7x13–7x14)
- 2009–2012: Fringe – Grenzfälle des FBI (Fringe, 8 Folgen)
- 2010–2011: Supernatural (6 Folgen)
- 2011: Vampire Diaries (The Vampire Diaries, 5 Folgen)
- 2011–2012: Criminal Minds (5 Folgen)
- 2012: Grimm (Folge 1x18)
- 2012: Unforgettable (Folge 1x16)
- 2013: Burn Notice (Folge 7x10)
- 2013–2018: The Originals (16 Folgen)
- 2014: Scandal (Folge 3x16–3x17)
- 2015: Navy CIS: L.A. (NCIS: Los Angeles, Folge 7x07)
- 2015: Once Upon a Time – Es war einmal … (Once Upon a Time, Folge 4x15)
- 2016: The Young Pope (6 Folgen)
- 2016: Bones – Die Knochenjägerin (Folge 11x21)
- 2016–2018: The Man in the High Castle (7 Folgen)
- 2018: Law & Order: Special Victims Unit (Folge 20x05)
- 2018: Genius (Folge 1x01–1x05)
- 2019–2020: Batwoman (4 Folgen)
- 2020: MacGyver (Folge 5x02)
- 2021: Big Sky (6 Folgen)
- 2022–2023: 1923 (4 Folgen)
- 2022: Guillermo del Toro’s Cabinet of Curiosities (Folge 1x01)